# Čečava
Čečava (en serbe cyrillique : Чечава) est un village de Bosnie-Herzégovine. Il est situé dans la municipalité de Teslić et dans la république serbe de Bosnie. Selon les premiers résultats du recensement bosnien de 2013, il compte 1 774 habitants.

## Histoire
Čečava est mentionné pour la première fois en 1323.

## Démographie

### Évolution historique de la population dans la localité
| 1948 | 1953 | 1961  | 1971  | 1981  | 1991  | 2013  |
| ---- | ---- | ----- | ----- | ----- | ----- | ----- |
| -    | -    | 3 111 | 2 865 | 3 058 | 2 616 | 1 653 |

|  |

### Communauté locale
En 1991, la communauté locale de Čečava comptait 2 786 habitants, dont 2 669 Serbes (95,00 %).